# Halowy Puchar Europy w Lekkoatletyce 2008
4. Halowy Puchar Europy w Lekkoatletyce – drużynowe zawody lekkoatletyczne, które zostały rozegrane 16 lutego 2008 w Moskwie. W klasyfikacji końcowej zwycięstwa odniosła reprezentacja gospodarzy.

## Wyniki końcowe

### Mężczyźni
| Pozycja | Reprezentacja | Punkty |
| ------- | ------------- | ------ |
| 1.      | Rosja         | 67     |
| 2.      | Hiszpania     | 49     |
| 3.      | Włochy        | 46     |
| 4.      | Niemcy        | 46     |
| 5.      | Polska        | 35     |
| 6.      | Szwecja       | 30     |
| 7.      | Ukraina       | 29     |
| 8.      | Francja       | 27     |

### Kobiety
| Pozycja | Reprezentacja | Punkty |
| ------- | ------------- | ------ |
| 1.      | Rosja         | 77     |
| 2.      | Niemcy        | 53     |
| 3.      | Hiszpania     | 50     |
| 4.      | Polska        | 45     |
| 5.      | Włochy        | 44     |
| 6.      | Białoruś      | 41     |
| 7.      | Ukraina       | 37     |
| 8.      | Francja       | 23     |

## Starty reprezentantów Polski

### Mężczyźni
- Bieg na 60 m
  - Łukasz Chyła zajął 1. miejsce

- Bieg na 400 m
  - Wojciech Chybiński zajął 8. miejsce

- Bieg na 800 m
  - Paweł Czapiewski zajął 5. miejsce

- Bieg na 1500 m
  - Bartosz Nowicki zajął 3. miejsce

- Bieg na 3000 m
  - Łukasz Parszczyński zajął 5. miejsce

- Bieg na 60 m przez płotki
  - Dominik Bochenek zajął 5. miejsce

- Skok o tyczce
  - Adam Kolasa zajął 4. miejsce

- Trójskok
  - Jacek Kazimierowski zajął 7. miejsce

- Sztafeta szwedzka 800m + 600m + 400m + 200m
  - reprezentacja Polski w składzie Rafał Snochowski, Piotr Dąbrowski, Piotr Klimczak i Kamil Masztak została zdyskwalifikowana

### Kobiety
- Bieg na 60 m
  - Iwona Brzezińska zajęła 4. miejsce

- Bieg na 400 m
  - Agnieszka Karpiesiuk zajęła 3. miejsce

- Bieg na 800 m
  - Ewelina Sętowska-Dryk zajęła 1. miejsce

- Bieg na 1500 m
  - Agnieszka Miernik zajęła 7. miejsce

- Bieg na 3000 m
  - Renata Pliś zajęła 5. miejsce

- Bieg na 60 m przez płotki
  - Kaja Tokarska zajęła 7. miejsce

- Skok wzwyż
  - Kamila Stepaniuk zajęła 6. miejsce

- Skok w dal
  - Małgorzata Trybańska zajęła 5. miejsce

- Pchnięcie kulą
  - Magdalena Sobieszek zajęła 5. miejsce

- Sztafeta szwedzka 800m + 600m + 400m + 200m
  - reprezentacja Polski w składzie Agnieszka Sowińska, Małgorzata Pskit, Grażyna Prokopek i Marta Jeschke zajęła 3. miejsce